# Hải quân Lục địa
Hải quân Lục địa (Continental Navy) là hải quân của Hoa Kỳ được thành lập năm 1775 trong thời Chiến tranh Cách mạng Mỹ. Trải qua nhiều nỗ lực của người bảo trợ cho nó là John Adams cũng như sự hỗ trợ tích cực của Quốc hội Lục địa trước những chống đối mạnh mẽ, hạm đội của Hải quân Lục địa từ từ trở nên trọng yếu.
Mục tiêu chính của hải quân là chặn bắt những chuyến hàng quân trang quân dụng chở bằng tàu thủy của Anh và làm gián đoạn các hoạt động thương mại biển của Anh. Vì thiếu ngân quỹ, nhân lực và nguồn lực nên ban đầu hạm đội gồm có những thương thuyền cải tiến để phục vụ hải quân cùng với một số tàu chiến thiết kế chuyên dụng được đóng sau này trong thời gian xung đột đó. Trong số các tàu thành công ra tận ngoài biển khơi là đều hiếm có và nỗ lực đó cũng chỉ giúp rất ít cho toàn bộ kết quả của cuộc nổi loạn chống người Anh.
Hạm đội đã phục vụ khá tốt đối với một số ít vấn đề mà Quốc hội Lục địa đề ra, nổi bật nhất là việc nó đưa hình ảnh đại tá John Paul Jones lên đỉnh vinh quang. Nó đem đến kinh nghiệm quý giá cho 1 thế hệ sĩ quan hải quân mà sau này tiếp tục chỉ huy các cuộc xung đột tương lai có sự tham chiến của hải quân Mỹ xưa.
Với việc chiến tranh kết thúc và chính phủ liên bang cần tiền chi tiêu nên chiếc tàu cuối cùng của Hải quân Lục địa bị đem ra bán đấu giá vào năm 1785 cho một người tư nhân trả giá cao.

## Quốc hội giám sát xây dựng

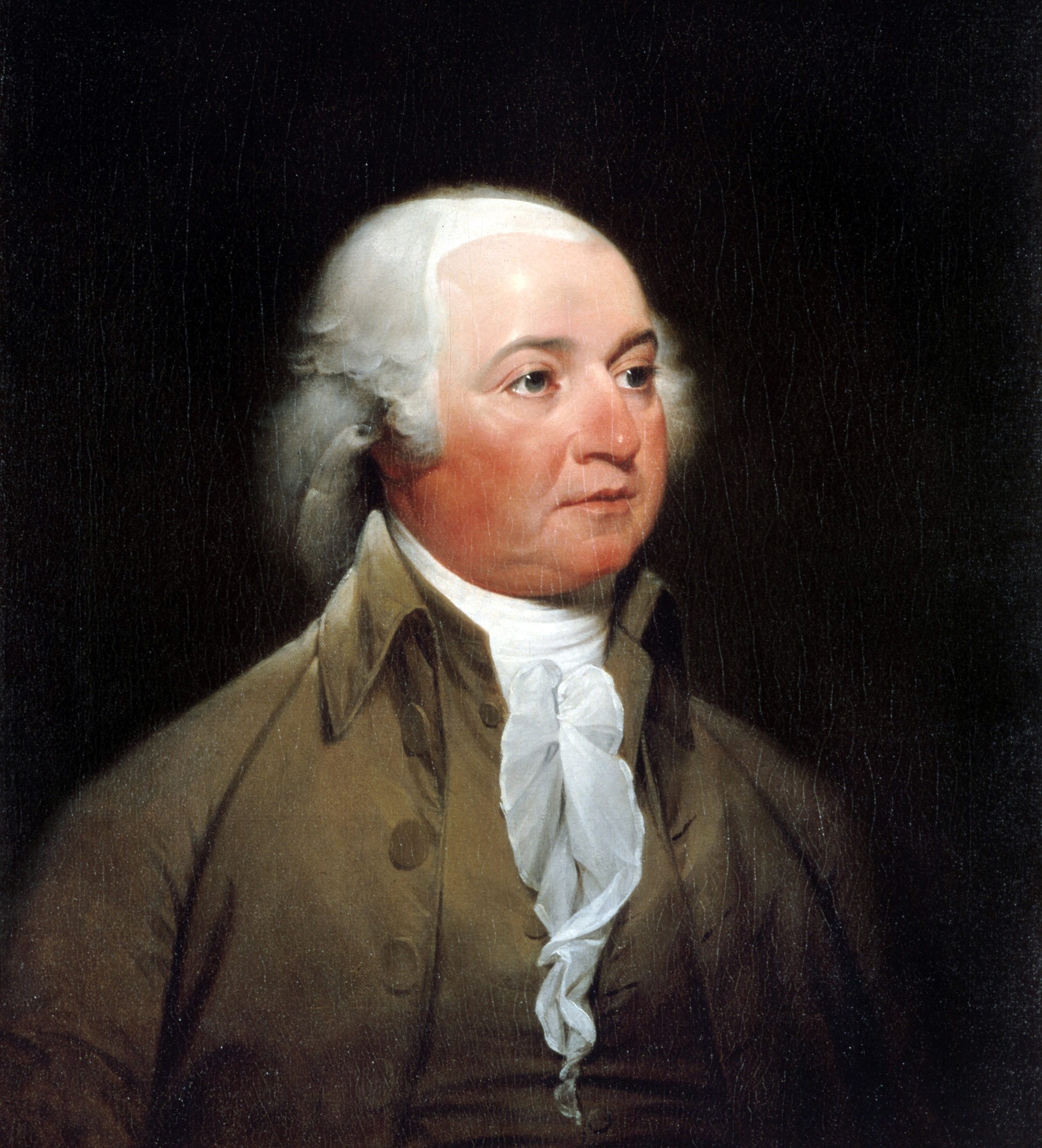
John Adams đảm nhiệm vai trò tích cực trong việc thành lập và thảo ra các quy định hoạt động thích hợp. Tranh của John Trumbull, kh. 1792-93.

Ý định ban đầu là để chặn bắt nguồn tiếp tế vũ khí và lương thực cho binh sĩ Anh đóng quân ở Boston dưới thiết quân luật. George Washington đã thông báo cho Quốc hội Lục địa rằng ông đã tiếp nhận quyền chỉ huy một số tàu cho mục đích này, và các chính quyền của các thuộc địa đã tự trang bị tàu của họ. Phong trào chính thức đầu tiên nhằm xây dựng một lực lượng hải quân được bắt đầu tại Rhode Island là nơi hội đồng lập pháp tiểu bang đã thông qua một giải pháp vào ngày 26 tháng 8 năm 1775 nhằm hướng dẫn cho phái đoàn của mình đến Quốc hội Hoa Kỳ để giới thiệu dự luật kêu gọi "xây dựng một hạm đội với đủ lực lượng bằng tiền của lục địa để bảo vệ các thuộc địa này và triển khai chúng trong cách thức nào đó và nơi nào đó mà sẽ hữu hiệu gây cho quân thù không được yên ổn..."  Dự luật này tại Quốc hội Lục địa gặp phải nhiều sự chế giểu, đặc biệt là từ đại biểu của Maryland là Samuel Chase. Ông cho rằng đó là "ý tưởng điên rồ nhất trên thế giới".
Tuy nhiên trong thời gian này, vấn đề nổi bật là các tàu tiếp liệu của Anh đang trên đường đến Quebec mang theo quân lương mà binh sĩ Anh ở đó đang cần gấp. Nếu chúng không đến được thì đều đó sẽ có lợi cho Lục quân Lục địa. Quốc hội Lục địa liền bổ nhiệm John Adams, Silas Deane, và John Langdon thảo ra một bản kế hoạch nhằm chặn bắt các tàu này.

## Thành lập

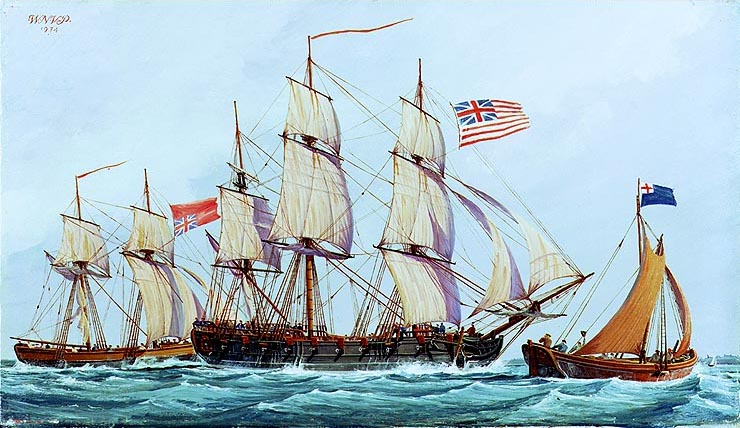
Tàu Hải quân Lục địa Columbus với tàu chiến Anh bị chiếm được là chiếc Lord Lifford, 1776

Ngày 13 tháng 10 năm 1775, Quốc hội Lục địa cho phép đóng những tàu đầu tiên cho Hải quân Lục địa: đó là ngày sinh nhật của Hải quân Hoa Kỳ. Đến cuối tháng 10, Quốc hội Lục địa cho phép mua và tân trang bốn tàu vũ trang. Chẳng bao lâu, một hội đồng hải quân được thành lập và nhanh chóng mua các tàu buôn và trông coi việc cải tiến và tân trang chúng để dùng cho tác chiến. Các quy định hải quân được John Adams thảo ra và chúng được thông qua ngày 28 tháng 11 năm 1775. Khi đến thời điểm chọn lựa các tư lệnh cho các tàu thì Quốc hội Lục địa có chiều hướng chia rẽ ngang bằng với một bên thì chọn lựa theo phe phái một bên chọn lựa theo năng lực. Những gười được chọn vì lý do chính trị trong số đó có Esek Hopkins, Dudley Saltonstall, và con trai của Esek Hopkins là John Burroughs Hopkins. Tuy nhiên, Abraham Whipple, Nicholas Biddle, và John Paul Jones được chọn theo bối cảnh chiến tranh vùng biển.

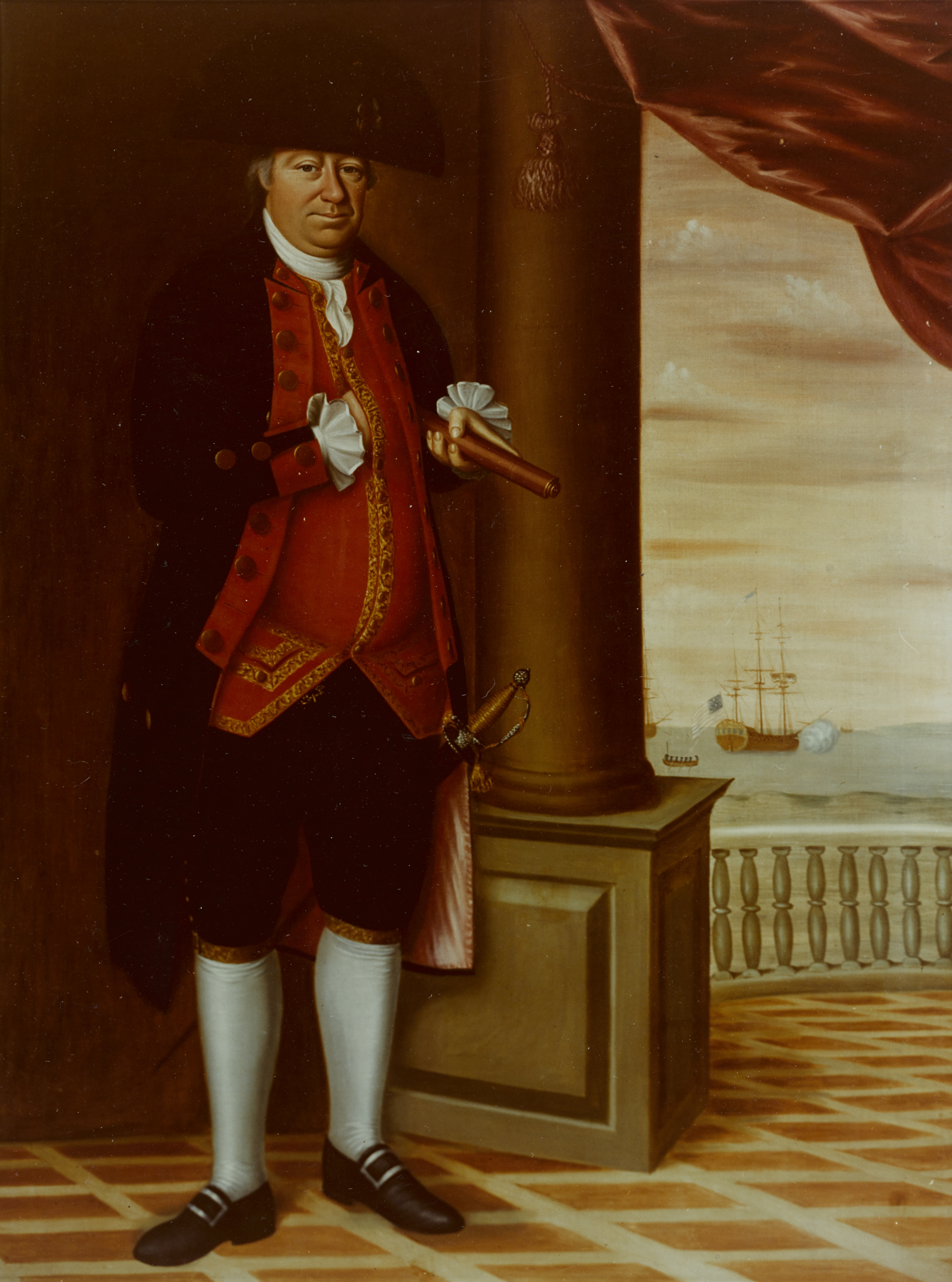
Abraham Whipple, tranh của Edward Savage

Ngày 3 tháng 12, tàu USS Alfred (24 súng), Andrew Doria (14 súng), Cabot (14 súng), và Columbus (24 súng) được chính thức ủy nhiệm sử dụng cho hải quân. Ngày 22 tháng 12 năm 1775, Esek Hopkins được bổ nhiệm là tổng tư lệnh hải quân, và các sĩ quan hải quân được ủy nhiệm phục vụ. Saltonstall, Biddle, Hopkins, và Whipple, được ủy nhiệm với cấp bậc thuyền trưởng (đại tá hải quân) các tàu Alfred, Andrew Doria, Cabot, và Columbus, theo thứ tự vừa kể.
Với hạm đội nhỏ như thế, được bổ sung với Providence (12 súng), Wasp (8 súng), và Hornet (10 súng), Hopkins đã chỉ huy hành động hải quân đầu tiên của Hải quân Lục địa vào đầu tháng 3 năm 1776 chống thành phố Nassau, Bahamas nơi có nhiều kho thuốc súng bị tịch thu để sử dụng cho Lục quân Lục địa. Tuy nhiên, thành công bị vỡ tan vì bệnh truyền nhiễm lây từ tàu này sang tàu khác.
Ngày 6 tháng 4 năm 1776, hải đoàn gồm có thêm Fly (8 súng) thất bại khi đối mặt với chiếc HMS Glasgow gồm 20-súng trong trận đánh lớn đầu tiên ở biển của Hải quân Lục địa. Hopkins đã không ra lệnh gì khác hơn ngoài việc ra lệnh hạm đội rút lui. Hành động đó khiến thuyền trưởng Nicholas Biddle diễn tả như, "...tất cả chúng tôi bối rối chẳng biết làm gì và rối cả lên."

## 13 chiến thuyền

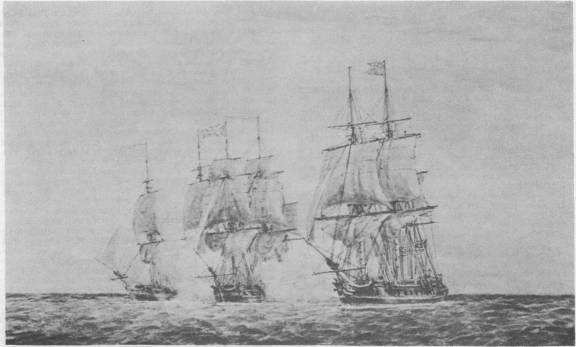
Các chiến thuyền Hải quân Lục địa Hancock và Boston chiếm giữ chiến thuyền Anh Fox ngày 7 tháng 6 năm 1777

Đến ngày 13 tháng 12 năm 1775, Quốc hội Lục địa cho phép đóng 13 chiến thuyền mới, hơn là tân trang các tàu buôn để gia tăng hạm đội. Năm chiến thuyền (Hancock, Raleigh,  Randolph, Warren, và Washington) được đóng có 32 súng, năm chiến thuyền (Effingham, Montgomery, Providence, Trumble, và Virginia) có 28 súng, và ba chiến thuyền (Boston, Congress, and Delaware) có 24 súng. Trong số 8 chiếc ra biển đều bị chiếm giữ hay bị đắm.
Washington, Effingham, Congress, và Montgomery bị thủng hay bị cháy vào tháng 10 và tháng 11 năm 1777 trước khi chạy ra biển để tránh người Anh chiếm giữ chúng. USS Virginia do James Nicholson làm thuyền trưởng đã thực hiện một số vụ không thành công nhằm phá vòng vây phong tỏa vịnh Chesapeake.  Ngày 31 tháng 2 năm 1778, trong một lần cố gắng khác, nó vướng cạn gần Hampton Roads và thuyền trưởng của nó phải lên bờ tại đó. Chẳng bao lâu sau, hai chiến thuyền Anh là HMS Emerald và Conqueror xuất hiện tại hiện trường và tiếp nhận sự đầu hàng của chiếc USS Virginia.
Bảo vệ thương thuyền Mỹ và tấn công thương thuyền Anh và đường tiếp liệu là những nhiệm vụ chính yếu của Hải quân Lục địa. Phần lớn thành tựu của Hải quân Lục địa được ghi nhận là những chiến lợi phẩm thu được từ những vụ tấn công thương thuyền mà trong thực tiễn thời đó là mang đến lợi ích cá nhân cho các sĩ quan và thủy thủ đoàn.
Đa số tám chiến thuyền ra biển đã mang về nhiều chiến lợi phẩm và đã hành trình bán thành công nhiều lần trước khi bị chiếm giữ. Tuy nhiên cũng có ngoại lệ như ngày 27 tháng 9 năm 1777, chiếc USS Delaware tham dự một hành động hoãn binh trên sông Delaware chống người Anh đang truy sát các lực lượng của George Washington.  Thủy triều lên và xuống bất ngờ khiến cho chiếc Delaware bị mắt cạn và nó bị chiếm giữ.
Chiếc Warren bị phong tỏa tại Providence, Rhode Island ngay sau khi nó được đóng xong và nó đã không phá vỡ được vòng vây phong tỏa cho đến ngày 8 tháng 3 năm 1778. Sau một cuộc hành trình thành công dưới quyền của thuyền trưởng John Burroughs Hopkins, nó được giao cho đoàn viễn chinh Penobscot xấu số dưới quyền của thuyền trưởng Dudley Saltonstall. Nó bị người Anh gài bẫy và bị thủy thủ đoàn đốt cháy ngày 15 tháng 8 năm 1779 vì không muốn nó bị người Anh chiếm giữ.
Chiến thuyền Hancock với thuyền trưởng là John Manley đã tìm cách chiếm giữ được hai thương thuyền cũng như chiến thuyền Hải quân Hoàng gia Anh là HMS Fox. Tuy nhiên, sau đó vào ngày 8 tháng 7 năm 1777 chiếc Hancock bị chiếc Rainbow của Anh chiếm giữ và nó trở thành chiến thuyền của Anh với tên mới là HMS Iris.
Chiến thuyền Randolph chiếm được 5 chiến lợi phẩm trong những cuộc hành trình đầu tiên của nó. Ngày 7 tháng 3 năm 1778, nó đang hộ tống một đoàn thương thuyền thì trạm trán chiến thuyền Anh HMS Yarmouth với 64-súng tấn công đoàn tàu.  Chiếc Randolph dưới quyền tư lệnh của thuyền trưởng Nicholas Biddle tiến đến bảo vệ đoàn thương thuyền và đánh nhau với kẻ địch siêu đẳng hơn mình nhiều. Trong trận đánh, hai chiến thuyền đều bị hư hại nặng nhưng trong lúc đó kho đạn trên chiếc Randolph phát nổ làm toàn bộ chiến thuyền bị nổ tung cùng tất cả các thủy thủ, trừ bốn người còn sống sót. Mãnh vở của từ vụ nổ đã làm hư hại nặng chiếc Yarmouth khiến cho nó không thể truy đuổi các thương thuyền Mỹ.

Cờ Hải quân Lục địa

Chiếc Raleigh dưới quyền của thuyền trưởng John Barry, chiếm được ba chiến lợi phẩm trước khi bị mặt cạn trong lúc lâm trận ngày 27 tháng 9 năm 1778. Thủy thủ đoàn đắm chìm nó nhưng nó được người Anh trục vớt để sử dụng theo danh nghĩa của Vương mệnh Anh.
Chiếc Boston dưới quyền của thuyền trưởng Hector McNeill và Samuel Tucker, chiếm được 17 chiến lợi phẩm trong những cuộc hành trình đầu tiên. Nó đã đưa John Adams đến Pháp tháng 2 và tháng 3 năm 1778. Nó bị chiếm giữ (cùng với chiến thuyền USS Providence là chiến thuyền đã chiếm được 14 chiến lợi phẩm trong thời gian phục vụ dưới quyền của thuyền trưởng Abraham Whipple) vào lúc Charleston, Nam Carolina bị thất thủ ngày 12 tháng 5 năm 1780.
Chiến thuyền cuối cùng phục vụ Hải quân Lục địa là Trumbull.  Trumbull, chưa từng ra biển cho đến tháng 9 năm 1779 dưới quyền của James Nicholson, đã trở nên nổi tiếng trong một trận đánh đẫm máu chống chiến Letter of Marque Watt.  Ngày 28 tháng 8 năm 1781, nó gặp chiếc HMS Iris và General Monk rồi lâm chiến.  Trong trận đánh, chiếc Trumbull bị buộc phải đầu hàng các cựu chiến thuyền Mỹ (chiếc General Monk là chiến thuyền Mỹ bị chiếm được từng có tên là General Washington và chiếc HMS Iris từng là chiến thuyền Mỹ có tên Hancock).

## Hợp tác hải quân với Pháp

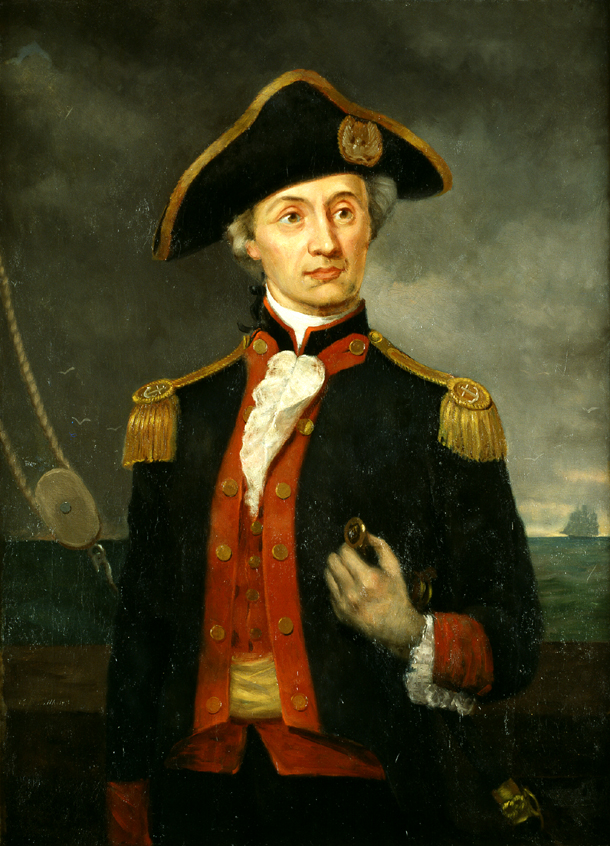
John Paul Jones, thủy thủ đầu tiên của Hải quân Lục địa được bổ nhiệm với cấp bậc đại úy hải quân. Tranh sơn dầu của George Bagby Matthews, kh. 1890.

Trước khi có liên minh Mỹ-Pháp, chính phủ hoàng gia Pháp đã cố gắng duy trì một tình trạng trung lập trong suốt thời Chiến tranh Cách mạng Mỹ. Người ta cho rằng Pháp bề ngoài duy trì thế trung lập nhưng lại thường xuyên sẵn sàng chứa chấp các chiến thuyền của Hải quân Lục địa và tiếp tế các tàu này khi cần thiết.
Với sự hiện diện của các nhà ngoại giao Mỹ, Benjamin Franklin và Silas Deane, Hải quân Lục địa đã chiếm được một mối liên kết với người Pháp. Qua Franklin và những bộ hạ trung thành của ông, các sĩ quan Hải quân Lục địa có khả năng nhận ủy nhiệm, khảo sát và mua thêm các chiến thuyền tương lai để dùng cho quân sự.
Vào đầu cuộc xung đột, các thuyền trưởng Lambert Wickes và Gustavus Conyngham đã từng hoạt động ra vào từ các hải cảng của Pháp để tấn công thương thuyền Anh. Người Pháp đã cố tìm cách thực thi sự trung lập của mình bằng việc chiếm giữ các chiến thuyền của Hải quân Lục địa là USS Dolphin và Surprise. Tuy nhiên sau khi liên minh chính thức được tuyên bố vào năm 1778 thì các hải cảng được chính thức mở cửa cho các tàu của Hải quân Lục địa.
Sĩ quan Hải quân Lục địa từng hoạt động ra vào hải cảng của Pháp nổi danh nhất là thuyền trưởng John Paul Jones.  Jones đã từng gây thiệt hại cho các thương thuyền Anh bằng chiếc Ranger nhưng giờ đây có được cơ hội để làm chỉ huy cao cấp hơn. Người Pháp cho Jones mượn thương thuyền Duc de Duras. Jones cải tiến chiếc thương thuyền này thành chiến thuyền có huy lực hơn chiếc Ranger và đặt tên lại cho nó là Bonhomme Richard để thay thế chiếc Ranger. Tháng 8 năm 1779, Jones được trao quyền chỉ huy một hải đoàn gồm có chiến thuyền của cả Pháp và Mỹ. Mục tiêu không chỉ là gây thiệt hại cho thương thuyền Anh mà còn dự tính đổ bộ 1500 quân chính quy của Pháp trên vùng phía tây ít phòng thủ của đảo Anh. Chẳng may cho tham vọng của Jones, người Pháp rút bỏ thỏa ước liên quan đến một lực lượng xâm nhập nhưng người Pháp vẫn giữ kế hoạch nhìn nhận quyền chỉ huy hải đoàn của ông. Hành trình của hải đoàn theo chiều kim đồng hồ quanh Ireland rồi xuống đông duyên hải đảo Anh, hải đoàn chiếm giữ được một số thương thuyền. Tư lệnh người Pháp Landais quyết định từ đầu cuộc viễn chinh ông ta sẽ giữ quyền kiểm soát các tàu Pháp, vì thế thường hay rời bỏ vị trí và rồi nhập cuộc lại khi tình cờ tàu Pháp gặp lại tàu Mỹ.

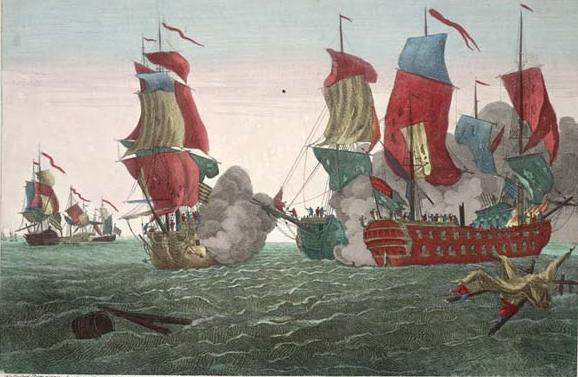
Hải đoàn Pháp-Mỹ đụng độ với hai chiến thuyền của Anh ngày 23 tháng 9 năm 1779.

Ngày 23 tháng 9 năm 1779, hải đoàn của Jones đang ở ngoài khơi Flamborough Head khi các chiến thuyền Anh là HMS Countess of Scarborough và Serapis đang đuổi theo phía sau lực lượng Pháp-Mỹ. Chiến thuyền duy nhất của Hải quân Lục địa Bonhomme Richard đụng độ với chiếc Serapis. Thủy thủ đoàn của chiếc Bonhomme Richard do Jones chỉ huy đã tràn lên chiến thuyền Anh và chiếm giữ nó. Tương tự, chiến thuyền Pháp Pallas chiếm được chiến lợi phẩm của mình là chiến thuyền Anh Countess of Scarborough. Hai ngày sau, chiếc Bonhomme Richard chìm vì bị nhiều lỗ thủng mà nó mang trong trận đánh đó.
Trận đánh này là cú bại trận nhục nhã đối với Hải quân Hoàng gia Anh vì họ mất hai chiến thuyền về tay kẻ địch ngay tại chính vùng biển của mình.
Cũng như trước đây, người Pháp lại cho Hải quân Lục địa mượn chiếc Ariel. Thay vào đó, chiếc tàu chiến tuyến được đóng cho Hải quân Lục địa là chiếc America có 74-súng được tặng cho Pháp làm quà vào ngày 3 tháng 9 năm 1782 như để đền bù cho chiếc Le Magnifique bị mất trong lúc phục vụ cuộc Cách mạng Mỹ.

## Chấm dứt Hải quân Lục địa

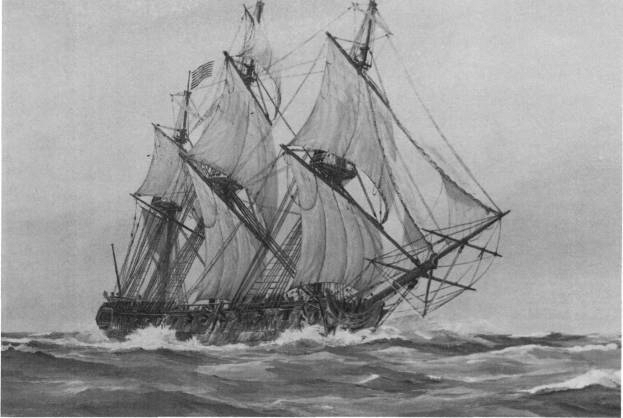
USS Alliance (1778), tranh của Nowland Van Powell tại bảo tàng Bruce

Với việc chiến tranh sắp kết thúc, Quốc hội Lục địa rất cần ngân quỹ để điều hành quốc gia. Để đáp ứng với khủng hoảng tài chính, Quốc hội Lục địa xem xét đến việc chấm dứt sự tồn tại của Hải quân Lục địa. Một trong các nhân tố biện minh cho hành động này là rằng một lực lượng hải quân mở rộng của Hoa Kỳ chỉ khiến cho nước Mỹ tham dự vào các cuộc xung đột ở ngoại quốc. Hơn nữa, chi phí để duy trì một lực lượng hải quân thường trực đã làm cạn kiệt nguồn tài chính vốn đã quá eo hẹp của Quốc hội Lục địa.
Ngày 1 tháng 8 năm 1785, Quốc hội Lục địa với khó khăn về tài chính đã đem đấu giá chiến thuyền cuối cùng của Hải quân Lục địa là chiếc Alliance để lấy $26.000 đô la.
Hải quân Lục địa đã bại trận nhiều lần trong những chuyến phiêu lưu của mình. Trong số khoảng 65 tàu (mới, cải biến, mượn, và chiếm được) phục vụ cho Hải quân Lục địa dịp này hay dịp khác, chỉ có 11 chiếc tồn tại sau chiến tranh mà không bị phá hủy, bị đắm hay bị chiếm giữ. Hải quân Lục địa đã không tạo ra được mối đe dọa lớn nào đối với sự độc tôn của Hải quân Hoàng gia Anh cũng như làm thay đổi chút ít cục diện chiến tranh. Tuy nhiên Hải quân Lục địa đã giữ được tinh thần và hồn của nước Mỹ trong lúc chiến tranh kéo dài, làm tăng thêm mối hy vọng một ngày 13 thuộc địa sẽ thành công trong cuộc tranh đấu của mình.